# Maria (Schiff, 1860)
Der Raddampfer Maria wurde 1859 in der Schiffswerft Blasewitz gebaut. Das Schiff wurde unter dem Namen  Koenigin Maria mit der Baunummer 2 auf Kiel gelegt. Im Jahr 1867 erfolgte die Umbenennung in Maria, 1900 in Schnackenburg und 1903 in Kronprinz Wilhelm.

## Die Zeit bis 1900
Nach der Indienststellung als Glattdeckdampfer im Jahr 1860 fuhr das Schiff für die Vereinigte Sächsisch-Böhmische Dampfschiffahrt, die 1867 in die Sächsisch-Böhmische Dampfschiffahrts-Gesellschaft (SBDG) umgewandelt wurde.
Um es dem Zugriff des Königreiches Preußen zu entziehen, wurde das Schiff im Preußisch-Österreichischen Krieg im Mai 1866 nach Theresienstadt verlegt.
Im Winter 1869/70 wurde die Dampfmaschine überholt. Dabei wurden neue Zylinder und ein neuer oberer Maschinenrahmen (Oberfram) eingebaut. Im Jahr 1883 ersetzte man den von der Koenigin Maria II übernommenen alten Drei-Flammrohr-Kofferkessel durch einen neuen Zwei-Flammrohr-Kofferkessel. Im Herbst 1898 wurde das Schiff außer Dienst gestellt und Ende 1899 an die Reederei Heuer in Schnackenburg verkauft.

## Die Zeit nach dem Verkauf
Es kam unter dem Namen Schnackenburg zum Einsatz. 1903 wurde es an die Reederei Otto und Paul Wernecke in Magdeburg verkauft und von der Reederei Stahlberg unter dem Namen Kronprinz Wilhelm gechartert. Am 25. Juni 1906 sank das Schiff auf der Elbe in der Nähe des Magdeburger Doms. Nach der Bergung und Überholung wurde es nach Russland verkauft. Über den weiteren Verbleib ist nichts bekannt.

## Die Dampfmaschine
Die Dampfmaschine stammt wie auch der Drei-Flammrohr-Kofferkessel aus der 1847 in Dienst gestellten Koenigin Maria II. Die Maschine war eine oszillierende Niederdruck-Zweizylinder-Zwillings-Dampfmaschine mit Einspritzkondensation. Gebaut wurde sie, wie auch der Kofferkessel, von der englischen Maschinenbauanstalt John Penn and Sons.

## Kapitäne des Schiffes
- Ferdinand Hübner 1860–1861
- F.A. Petzold 1862–1865
- Carl Gottlob Thieme 1866–1872
- Friedrich Ignatz Beckel 1873–1879
- Carl August Russmann 1880–1883
- Carl Hermann Jahn 1884
- Friedrich Carl Kunze 1885
- Samuel August Füssel 1886
- Carl August Bräunling 1887–1892
- Gustav Eduard Hering 1893
- Carl August Bräunling 1894
- unbekannt 1895
- Carl August Schiller 1896
- unbekannt 1897
- August Wilhelm Günther 1898